# Lamponidae
Lamponidae zijn een familie van spinnen. De familie telt 23 beschreven geslachten en 192 soorten.

## Geslachten
- Asadipus Simon, 1897
- Bigenditia Platnick, 2000
- Centrocalia Platnick, 2000
- Centroina Platnick, 2002
- Centrothele L. Koch, 1873
- Centsymplia Platnick, 2000
- Graycassis Platnick, 2000
- Lampona Thorell, 1869
- Lamponata Platnick, 2000
- Lamponega Platnick, 2000
- Lamponella Platnick, 2000
- Lamponicta Platnick, 2000
- Lamponina Strand, 1913
- Lamponoides Platnick, 2000
- Lamponova Platnick, 2000
- Lamponusa Platnick, 2000
- Longepi Platnick, 2000
- Notsodipus Platnick, 2000
- Paralampona Platnick, 2000
- Platylampona Platnick, 2004
- Prionosternum Dunn, 1951
- Pseudolampona Platnick, 2000
- Queenvic Platnick, 2000

## Taxonomie
Voor een overzicht van de geslachten en soorten behorende tot de familie zie de lijst van Lamponidae.